# 新城基督教堂 (フフホト市)
新城基督教堂（しんじょうきりすときょうどう、中国語: 呼和浩特市新城基督教堂、英語: Xincheng Church, Hohhot）は、中国内モンゴル自治区フフホト市新城区にあるプロテスタント教会である。1928年に建てられて、自治区内で最も信者数が多い教会。

## 歴史
新城基督教堂は1928年にフフホトに建てられ、当初は新城西街の政府総合庁舎の西側にあったが、1987年に都市計画により現在地の新城南街78号（満都海公園そば）へ移転した。新城キリスト教会には、毎週日曜日の礼拝に5,000人以上が参加しており、自治区内で最も信者数が多いプロテスタント教会である。自治区全体とフフホト市の基督教協会の事務所にもなっている。
古い時代の建設のため、教会堂が老朽化していたので、2013年7月から礼拝を中止して改築が行われて、同年10月末に完了し、11月初旬に礼拝が再開された。
2016年10月1日には、「世界平和祈祷会」が新城基督教堂で行われ、「フランシスコの平和の祈り」を唱え、聖歌隊、各種集会、聖職者、一般信者全体で1,500余名が参加した。

## 参照項目
- 中国のキリスト教
- 中国基督教協会
- 愛徳基金会
- 内モンゴル自治区にあるプロテスタント教会（中国基督教協会）
- フフホト主経座堂（中国語版） - フフホト市のカトリックの大聖堂